# Кампореале
Кампореа̀ле (на италиански: Camporeale, на сицилиански Masciddi, Мащиди) е малко градче и община в Южна Италия, провинция Палермо, автономен регион и остров Сицилия. Разположено е на 439 m надморска височина. Населението на общината е 3489 души (към 2010 г.).